# Emigrante (album)
Emigrante è un album della cantante italiana Consiglia Licciardi, pubblicato nel 2011 dall'etichetta discografica Phonotype Record.

Il Disco fa parte di una collana di Brani classici iniziata con l'album “Passione” Gli arrangiamenti di Peppe Licciardi sono minimali, realizzati con due chitarre classiche, due mandolini e una mandola facendo così risaltare tutte le qualità armoniche della voce di Consiglia Licciardi.

I brani, tanti mai registrati prima e alcuni completamente sconosciuti ai fruitori di questo genere musicale, tutti della prima metà del '900.

La scaletta disposta in ordine cronologico, dal brano più antico a quello più recente. 
Il cofanetto in digipack a tre ante molto elegante, contiene un libretto con prefazione e introduzione ai singoli brani a cura dello storico Antonio Sciotti.

## Tracce
1. ‘A luna ‘e Napule (Bovio-Spagnolo) 3.27 Piedigrotta La Canzonetta 1918
2. L'America (E.A. Mario) 3.20 Piedigrotta E.A.Mario 1921.
3. Te ne sì ghiuta America (Russo-D'Annibale) 2.30 Piedigrotta Santa Lucia 1923.
4. Figlio nun mannà dollare (Chiurazzi-D'Annibale) 3.10 Piedigrotta Santa Lucia 1923.
5. ‘A terra mia (‘O bastimente pe’ l'America) (Nicolò) 4.04 Piedigrotta Ceria-Rossi 1924.
6. Sempe Napule (Chì parte e va in America) (Mayer - Nicolò) 4.01 Piedigrotta Ceria-Rossi 1924.
7. Addio Santa Lucia (Scala-Frustaci) 3.21 Piedigrotta Capolongo 1925.
8. Voglio cagnà paese (B.U.Netti – Nicola Valente) 3.40 Piedigrotta La Canzonetta 1926.
9. America (Ciappetta-Nicolò) 2.47 Piedigrotta Ceria-Rossi 1926.
10. ‘A cartulina ‘e Napule (De Luca-Buongiovanni) 3.36 Piedigrotta Ceria-Rossi 1927.
11. Voce napulitana (Bovio-D'Annibale) 3.49 Piedigrotta Santa Lucia 1927.
12. L'estero (Battiparano-De Luca) 3.30 Piedigrotta Ceria-Rossi 1928.
13. L'americana ‘e Napule (Scala-Albano) 2.47 Piedigrotta Santa Lucia 1928.
14. ‘A meglia voce (Fiore-Lama) 4.29 Piedigrotta La Canzonetta 1929.
15. A Napule m'aspetta (Lassaie 'a Patria) (Fiore-Quintavalle) 2.24 Piedigrotta La Canzonetta 1934.
16. Carrettino siciliano (Sciotti-Russo-Alfieri) 3.47 Piccola Vela 1975.

## Musicisti
- Peppe Licciardi - chitarra classica di accompagnamento
- Gianni dell'Aversana - chitarra classica di contrappunti
- Salvatore Esposito - Mandolino e Mandola